# Apples In Space
Apples In Space ist eine Berliner Alternative-/Folk-Rock-Band. Sie haben bisher zwei EPs und zwei Studioalben veröffentlicht und zahlreiche Konzerte gespielt, u. a. als Vorband von Künstlern wie Element of Crime, Villagers und Thees Uhlmann.

## Geschichte
Julie Mehlum lernte Phil Haussmann auf einer Party in Berlin im Sommer 2010 kennen. Sie fingen an, gemeinsam Lieder zu schreiben und diese auf der Straße zu spielen. Die ersten beiden Jahre der Zusammenarbeit und Freundschaft verbrachten die beiden meist in getrennten Städten. Im Winter 2011 zog Phil Haussmann nach Oslo, um mit Julie Mehlum eine erste EP zu produzieren und zu veröffentlichen. Farewell, Little World wurde innerhalb weniger Tage fertiggestellt und im April veröffentlicht. Für diese EP entstand der Bandname Apples In Space.
Die beiden Songwriter verbrachten die nächsten Monate in Oslo. Da es mit der musikalischen Karriere nicht voranzugehen schien, zogen sie im Sommer 2012 nach Berlin. Seitdem haben sie Musik zu einem Kinofilm, einem Fernsehfilm und einer Theaterinszenierung komponiert sowie eine zweite EP veröffentlicht. Am 19. Februar 2015 erschien ihr Debütalbum, das von Richard Pappik in Berlin produziert wurde, mit Gastmusikern wie Julian Lembke, Patrick Reising, Tobias Unterberg und Sven Regener.
Im Film Hai-Alarm am Müggelsee von Leander Haußmann hatten Mehlum und Haussmann einen musikalischen Gastauftritt.
Seit Herbst 2015 sind Jonathan Sieweck (Schlagzeug) und Janusz Hüsges (Bass) dauerhafte Bandmitglieder.
Das zweite Studioalbum The Shame Song erschien am 11. November 2016.

## Stil
Haussmann und Mehlum schreiben poetische, englischsprachige Texte zu sehr persönlichen Themen und sozialen Themen wie Essstörungen und Sucht, Depression und „abusive relationships“. Die beiden Sänger singen zumeist einstimmig und wechseln zwischen Singen und Schreien. Apples In Space achten darauf, nie das gleiche zwei Mal zu tun – war das erste Album vor allem eine Lo-Fi-Folk-Platte, ist The Shame Song ein rohes „Full-Band“-Album mit deutlichen Einflüssen aus dem Protopunk und dem Folk-Punk der 90er Jahre. Apples In Space spielen jeden Song live und ohne Metronom ein, um die Dynamik der Performance zu erhalten.
Statt Cello und Trompete kommen bei The Shame Song Klangteppiche aus Akkordeon, Orgel, Piano und Synthesizer zum Einsatz, allesamt eingespielt von Julie Mehlum.
Ein weiteres Merkmal von Apples In Space ist, dass sie vom Artwork über die Homepage und Musikvideos bis zur Album-Veröffentlichung auf ihrem eigenen Label Nick & Nora Records alles selbst machen.

## Diskografie
Alben
- 2016: The Shame Song (Nick & Nora Records)
- 2015: Apples In Space (Apples In Space / Tonpool)

EPs
- 2012: Farewell, Little World (Apples In Space)
- 2013: The Never Read Letter (Apples In Space)

Singles
- 2016: All My Things (Nick & Nora Records / recordJet)

## Film/TV/Theater
- 2016: People of Love & Rage (Deutschland/Italien, Daring House, abendfüllender Dokumentarfilm, dir.: Stefano Casertano)
- 2016: 1989 (Italien, dir.: Francesca Mazzoleni, Kurzfilm)
- 2014: Hamlet (Deutschland, Berliner Ensemble, dir.: Leander Haußmann)
- 2014: Polizeiruf 110: Kinderparadies (Originalsong: „The Never Read Letter“, Cover von Bob Dylan's „You're A Big Girl Now“, BR, Deutschland, dir.: Leander Haußmann)
- 2014: Hai-Alarm am Müggelsee (Originalsong: „Vespa“ und on-screen performance, X-Filme, Deutschland, dir.: Sven Regener & Leander Haußmann)